# Jałpuh (rzeka)
Jałpuh, Jałpuch (ukr. Ялпуг Jałpuh lub Ялпух Jałpuch, ros. Ялпуг Jałpug, rum. Ialpug) – rzeka w Mołdawii i na Ukrainie, w południowej Besarabii.
Długość rzeki wynosi 140 km, wielkość dorzecza 3280 km². Płynie przez Wyżynę Besarabską i Nizinę Czarnomorską, wpada do jeziora Jałpuh.
Nad rzeką leży miasto Komrat, stolica autonomicznej Gagauzji.